# Picuruta Salazar

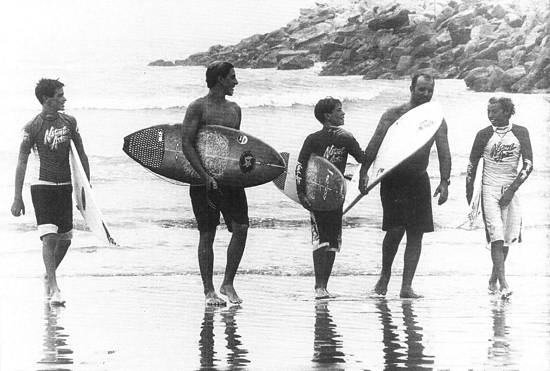
Salazar (segundo) e jovens estudantes de surfe em Santos, onde o esporte começou no país.

Picuruta Salazar, apelidado de Gato (referência ao gato doméstico que, de acordo com expressão popular, "sempre cai em pé")(Santos, ) é um surfista profissional brasileiro.
É dono de uma escola de surf e recordista de títulos no Brasil.
Em 2012 participou da primeira edição do reality show Amazônia, da Rede Record.